# Dioscuri
I Diòscuri (in greco antico: Διόσκουροι?, Dióskouroi, parola formata da κοῦροι, "ragazzi", e Διός, "di Zeus" - in latino Dioscuri) ovvero Càstore (in greco antico: Κάστωρ, -ορος?, Kástōr, in latino Castōr, -ŏris) e Pollùce o Polideuce (in greco antico: Πολυδεύκης, -ους?, Polydéukēs, in latino Pollūx, -ūcis), sono due personaggi della mitologia greca, etrusca e romana. Conosciuti soprattutto come i Diòscuri ossia "figli di Zeus", ma anche come Càstori, Gemini e Tindaridi, avevano entrambi una propria specificità: Castore era domatore di cavalli mentre Polluce si distingueva ottimamente nel pugilato.
Erano anche considerati come protettori dei naviganti durante le tempeste marine e furono associati alla costellazione dei Gemelli e alla comparsa della stella Sirio nel cielo in prossimità dell'equinozio di primavera, poiché propiziava la semina dei campi e l'inizio della primavera stessa. Nell'astronomia moderna Castore dà il nome ad Alpha Geminorum e Polluce a Beta Geminorum. Vengono talvolta considerati anche patroni dell'arte poetica, della danza e della musica.

## Genealogia
Figli di Tindaro e di Leda (quando le leggende li considerano nati da un padre mortale) o di Zeus e Leda (quando assegnano loro una discendenza divina).  Esistono inoltre versioni dove Tindaro è il padre di Castore e Zeus quello di Polluce. Leda, dopo che Zeus in forma di cigno l'aveva fecondata,  partorì due coppie di uova, da cui sono nati i gemelli, che a ricordo della loro origine, portano un copricapo a forma di uovo. Assieme ai Dioscuri nacquero le loro sorelle Elena e Clitennestra.  Castore sposò Ileria e divenne padre di Anogon. Polluce sposò Febe e divenne padre di Mnesileo (o Mnasinous).

## Mitologia greca

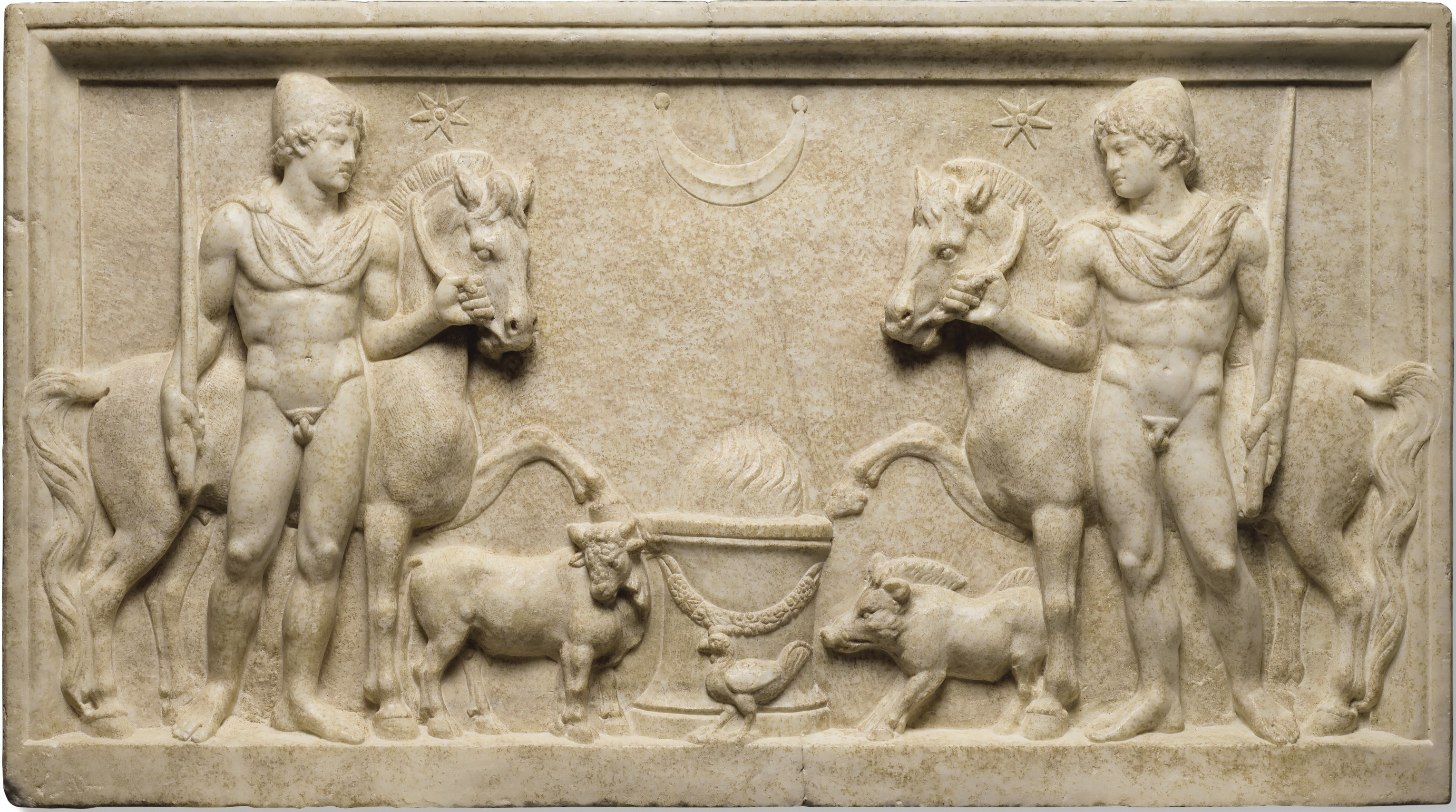
Pannello in marmo di età adrianea. I Dioscuri e i loro cavalli, accompagnati da una stella, di fronte un altare acceso. Intorno ad esso, un toro, un pollo, e un maiale come vittime per il sacrificio. In alto, al centro della composizione, uno spicchio di luna in orizzontale. Metropolitan Museum of Art.

Principi di Sparta, furono Argonauti, parteciparono alla caccia del cinghiale calidonio, al salvataggio della sorella Elena e al rapimento delle Leucippidi.

### Argonauti
Come Argonauti, compirono il viaggio verso la Colchide nella ricerca del Vello d'oro e alla caccia al cinghiale calidonio. Polluce (già celebrato come grande pugile) sconfisse in un incontro di pugilato il re dei Bebrici, Amico. Poco tempo dopo fondarono la città eponima di Dioscuria (sempre collocata in Colchide secondo il mito), e nel viaggio di ritorno aiutarono Giasone e Peleo a distruggere la città di Iolco come ritorsione al tradimento del suo re Pelia.

### Il salvataggio di Elena
Quando Teseo rapì Elena per portarla con sé ad Afidna, i Dioscuri invasero il regno dell'Attica per salvarla e per ritorsione rapirono Etra che fu portata con loro a Sparta dove divenne schiava di Elena.

### La mandria, Leucippidi e la morte

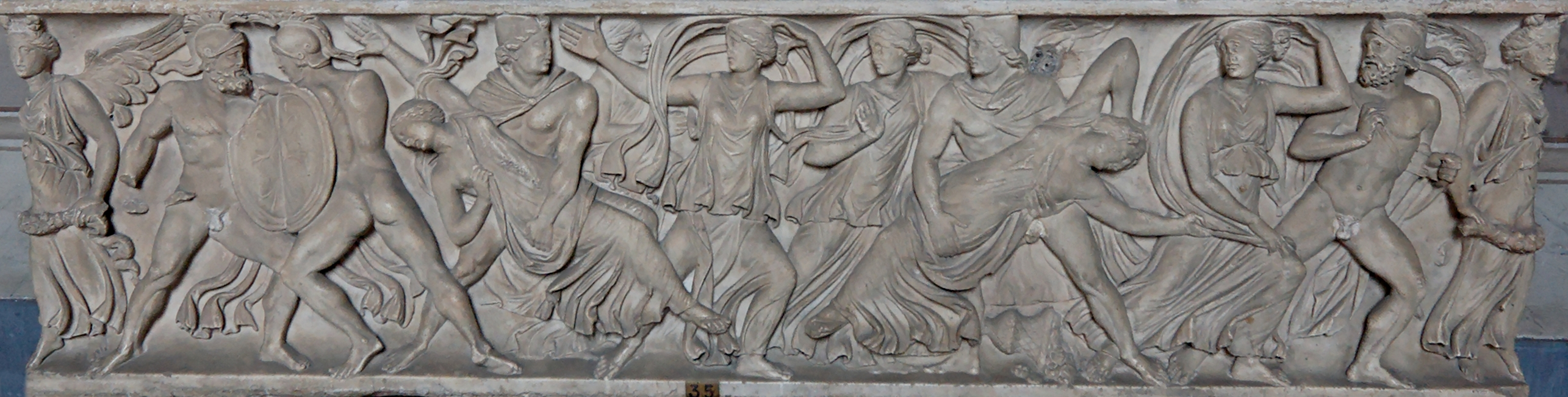
Il rapimento delle Leucippidi su sarcofago romano dei Musei Vaticani. I Dioscuri hanno sul capo il Pileo.

Gli episodi della loro morte sono raccontati in due versioni diverse:
Apollodoro racconta che razziarono del bestiame con la complicità dei fratelli Idas e Linceo ma ebbero una lite sulla spartizione del bottino poiché Idas usò nei confronti dei Dioscuri uno stratagemma scorretto e in seguito si allontanarono con i capi migliori della mandria. Per ritorsione i Dioscuri marciarono contro la città di Messene e dapprima si ripresero il bestiame e molto altro ancora e in seguito tesero un'imboscata a Idas e Linceo, che però fallì poiché Castore, nascostosi per colpire Idas fu scorto da Linceo e Idas lo uccise. Polluce li inseguì e vendicò il fratello uccidendo Linceo con la sua lancia, ma fu da questo colpito alla testa con un sasso e cadde a terra. Questa versione (che considera Polluce figlio di Zeus), dice che per vendicare la morte del figlio, Zeus lanciò un fulmine che uccise Idas.
Igino e Teocrito invece, scrivono che Leucippo (il padre di Febe e Ilaria, dette Leucippidi), dopo aver promesso le due figlie a Idas e Linceo si lasciò tentare dai doni offerti dai Dioscuri e acconsentì al matrimonio con gli ultimi due che le portarono a Sparta e le resero madri. Idas e Linceo però presero le armi e marciarono contro di loro, così Castore colpì a morte Linceo e si oppose a Idas impedendogli di seppellire la vittima e sostenendo che quel cadavere ora gli appartenesse e Idas, usando la spada, reagì trafiggendolo mortalmente alla coscia. Polluce infine, sconfisse Idas e seppellì il proprio fratello (Castore). Di questa versione esistono delle varianti che aggiungono che Polluce, implorando Zeus di rendere immortale il fratello Castore, ottenne che vivessero in alternanza un giorno nell'Olimpo e uno nell'Ade.
Euripide scrive invece che Zeus concesse loro di vivere per sempre nel cielo e nella forma della costellazione dei Gemelli e come emblemi di immortalità.
Altre leggende raccontano che i Dioscuri, come Eracle, siano stati iniziati ai misteri eleusini.

## Mitologia e culto romano
Nato a Sparta (la loro patria) dal mito greco, il loro culto ebbe anche la divinazione di renderli i protettori dei naviganti (poiché secondo la leggenda Poseidone affidò loro il potere di dominare il vento e il mare) e dopo essersi diffuso nella Magna Grecia, dal V secolo avanti Cristo fu assimilato presso i Latini e divenne oggetto di venerazione da parte dei Romani.

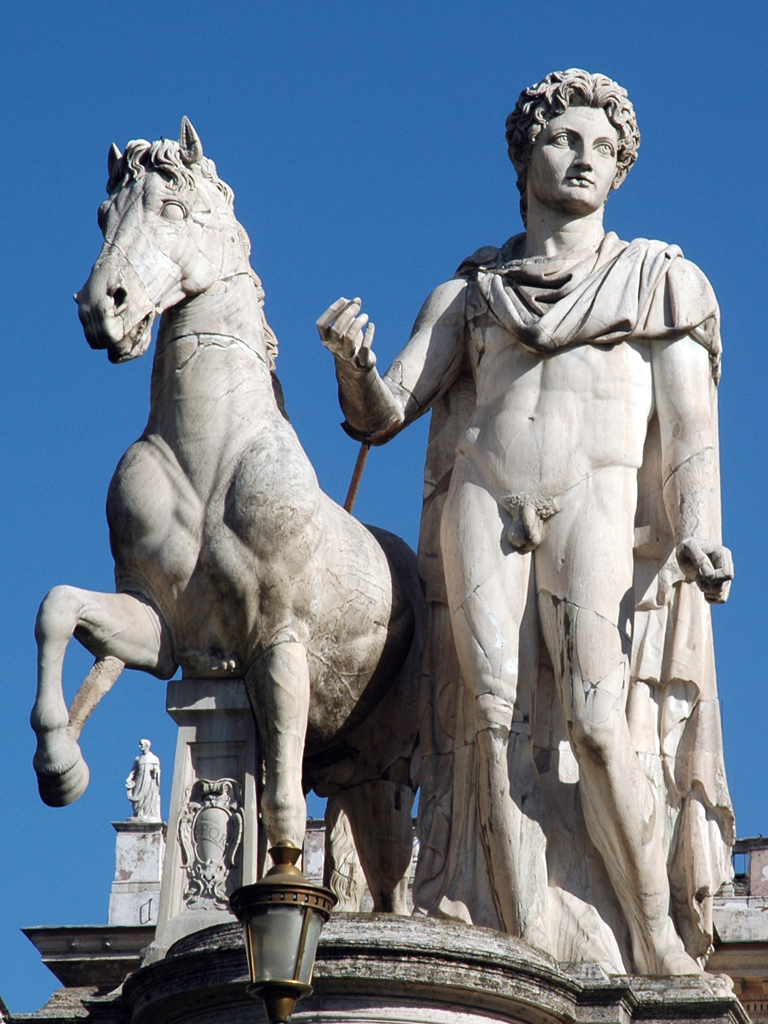
Uno dei Diòscuri, sulla Cordonata del Campidoglio, a Roma.

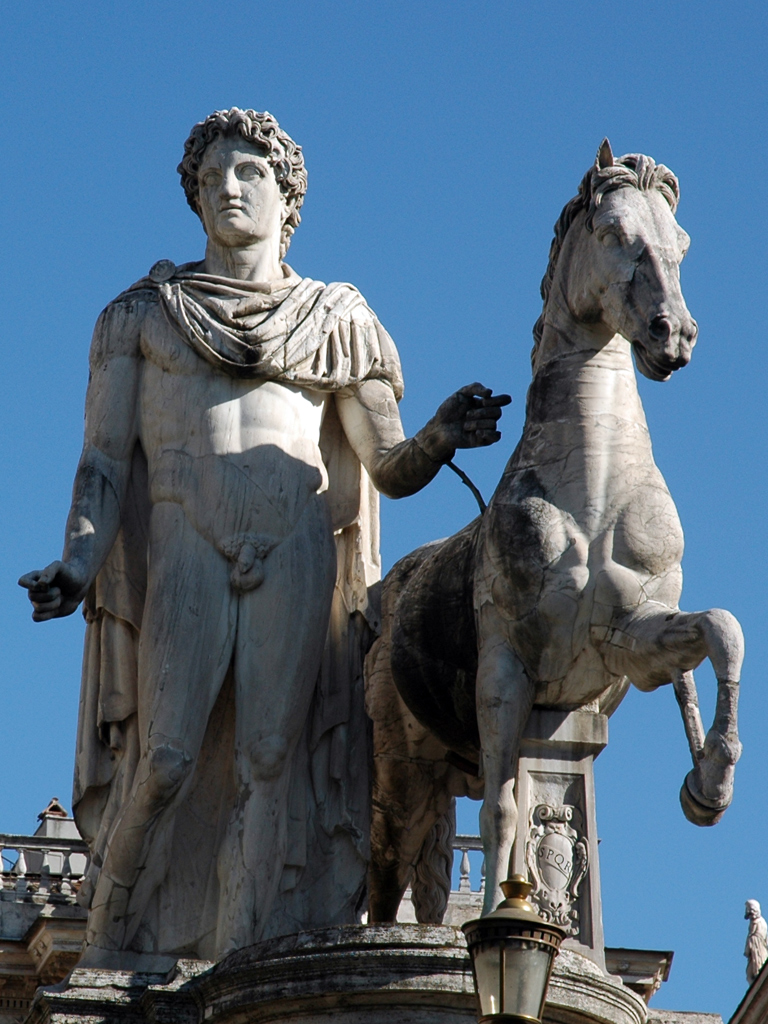
Uno dei Diòscuri, sulla Cordonata del Campidoglio, a Roma.

Probabilmente l'assimilazione del mito greco presso i Romani fu la conseguenza della trasmissione culturale avvenuta attraverso le colonie greche della Magna Grecia del sud Italia e la relativa conquista da parte di Roma.
Un'iscrizione arcaica latina del VI o V secolo a.C. trovata a Lavinio che recita "Castorei Podlouqueique qurois" ("Per Castore e Polluce, i Dioscuri"), suggerisce una trasmissione diretta dai Greci e la parola "qurois" è praticamente una traslitterazione della parola greca "κούροις", mentre "Podlouquei" (Poliducei) è effettivamente una traslitterazione del greco "Πολυδεύκης".

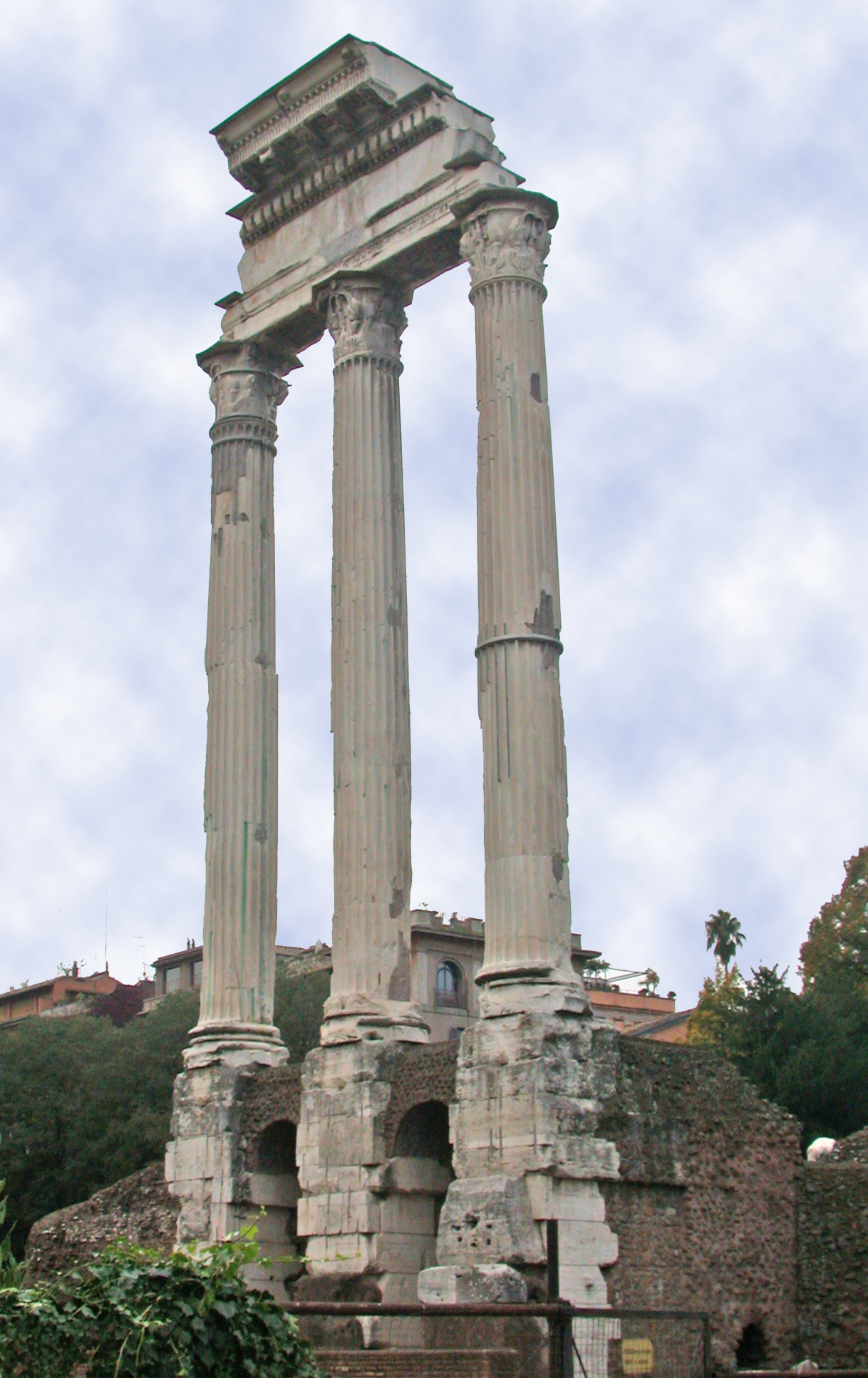
Resti del Tempio dei Dioscuri a Roma.

A Roma (e con il nome di Càstori) venivano ricordati nel Tempio dei Dioscuri, collocato all'interno del Foro Romano e nelle vicinanze del Tempio di Vesta, che fu costruito per un voto (votum) offerto dal dittatore Aulo Postumio durante la battaglia del Lago Regillo avvenuta nel 495 a.C. e la stessa istituzione del tempio può anche essere una forma di "evocatio", ovvero il trasferimento di una divinità tutelare da una città sconfitta a quella dei vincitori (Roma), dove il culto sarebbe offerto in cambio di favore. Il risultato della battaglia, inizialmente sfavorevole ai guerrieri dell'Urbe, si dice sia stato deciso dall'apparizione dei Diòscuri che combatterono alla testa dell'esercito romano e successivamente riportarono la notizia della vittoria a Roma.
Tito Livio scrive che nel momento più drammatico della battaglia Aulo Postumio fece il voto di erigere un tempio a Castore in caso di vittoria.
I Locridi della Magna Grecia avevano attribuito il loro successo a una leggendaria battaglia sulle rive del Sagra all'intervento dei Diòscuri e la leggenda romana potrebbe avere origine dal racconto locrese e potrebbe fornire ulteriori prove della trasmissione culturale tra Roma e la Magna Grecia.

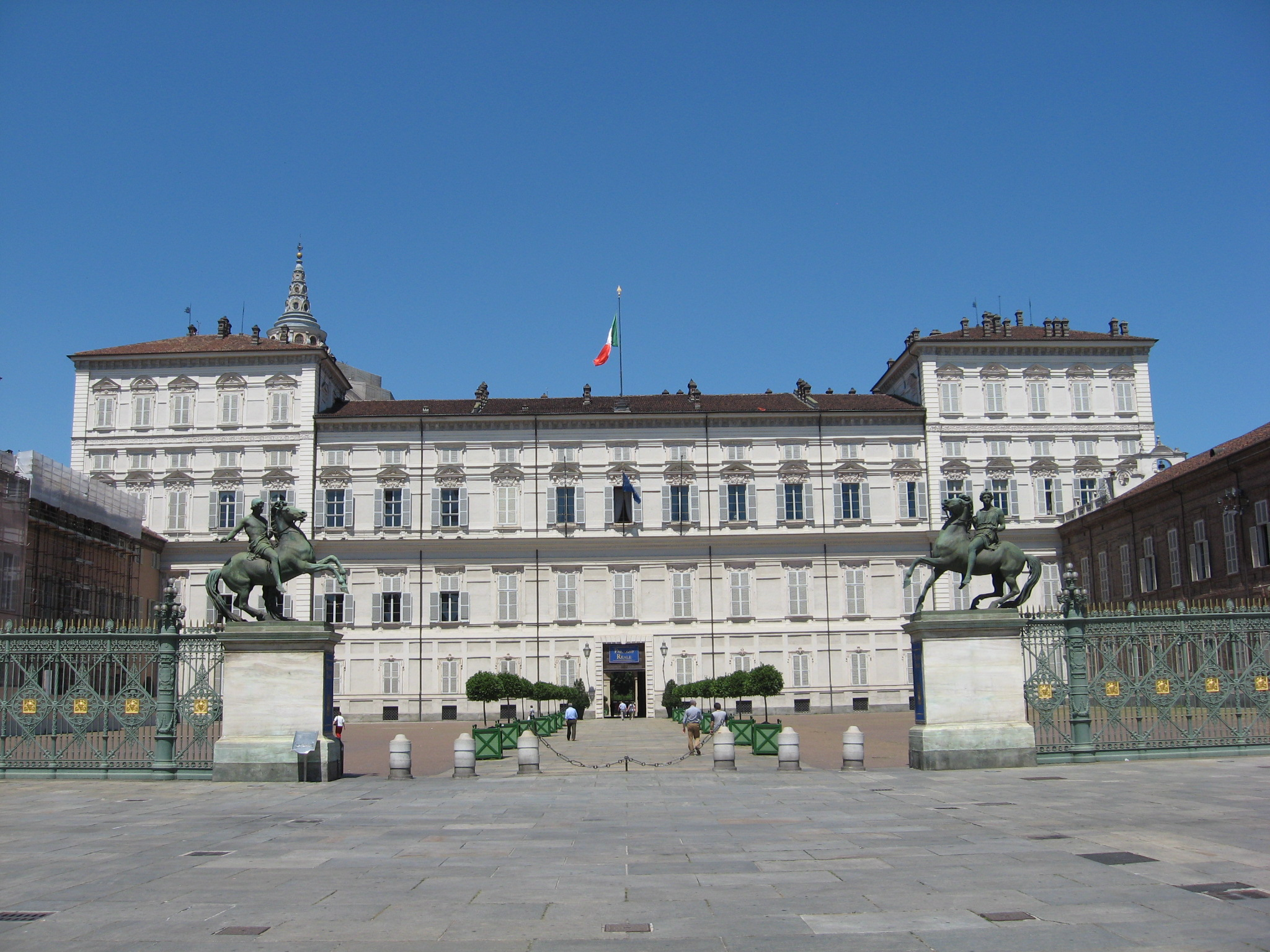
Le statue bronzee di Castore (a sinistra) e Polluce (a destra) presidiano l'ingresso del Palazzo Reale di Torino.

Ogni anno il 15 luglio i Romani dedicavano a loro una festività poiché credevano che li aiutassero sul campo di battaglia e l'emulazione dei gemelli li rendeva particolarmente attraenti per gli equites e la cavalleria romana. Durante i festeggiamenti, 1 800 cavalieri sfilavano per le strade di Roma in uno spettacolo elaborato dove ogni cavaliere indossava un completo abbigliamento militare e qualsiasi altra decorazione avesse guadagnato durante la sua carriera.
Castore e Polluce sono rappresentati anche nel Circo Massimo grazie all'utilizzo di uova come contagiri (questo perché secondo una leggenda greca, Castore, Polluce e due delle loro sorelle (Elena e Clitennestra) nacquero dalla loro madre Leda dopo che Zeus per possederla si trasformò in un cigno e invece di un normale parto la madre diede alla luce quattro uova).
Le fonti citano a Roma un altro tempio dedicato ai Dioscuri, situato nella zona del Circo Flaminio, probabilmente collocato tra questo e la riva del Tevere: in questa zona infatti, presso la chiesa di San Tommaso ai Cenci, vennero ritrovate le due statue dei Dioscuri attualmente collocate sulla balaustra della piazza del Campidoglio. A causa dello stretto spazio disponibile ebbe una pianta con cella disposta trasversalmente (come il tempio di Veiove sul Campidoglio e il tempio della Concordia nel Foro Romano). Secondo le ipotesi degli studiosi il tempio potrebbe essere datato tra la fine del II e gli inizi del I secolo a.C. e la sua costruzione essere forse attribuibile a Quinto Cecilio Metello Pio, dopo il suo trionfo sulla Spagna (71 a.C.): questa attribuzione sembrerebbe confermata dallo stile delle statue attualmente conservate sul Campidoglio.
Il culto dei Dioscuri nel Lazio è molto antico, come ha rivelato il ritrovamento di una lamina a Lavinio con dedica a Càstore e Polluce. lo stile fortemente grecizzante del reperto ha fatto supporre che il culto fosse arrivato da una città della Magna Grecia. Come in Grecia, i due fratelli erano protettori dei cavalieri, che a quell'epoca erano composti dalla sola aristocrazia.
A Cori, in provincia di Latina, esiste un tempio dei Dioscuri, risalente nella sua prima fase al V secolo a.C. e i cui resti attuali appartengono ad una ricostruzione del I secolo a.C.
A Napoli l'antico tempio dei Dioscuri, ricostruito in età tiberiana, rimase in piedi, riutilizzato come basilica di San Paolo Maggiore, fino al crollo per un terremoto nel 1688. Sulla facciata della chiesa, ricostruita dopo il crollo, sono visibili ancora due delle colonne che appartenevano al tempio antico.
Nella Valle dei Templi, ad Agrigento, sono presenti rovine di un tempio a loro dedicato.
Secondo Virgilio parteciparono alla fondazione della città di Amyclae nel Lazio.

### Dionigi di Alicarnasso

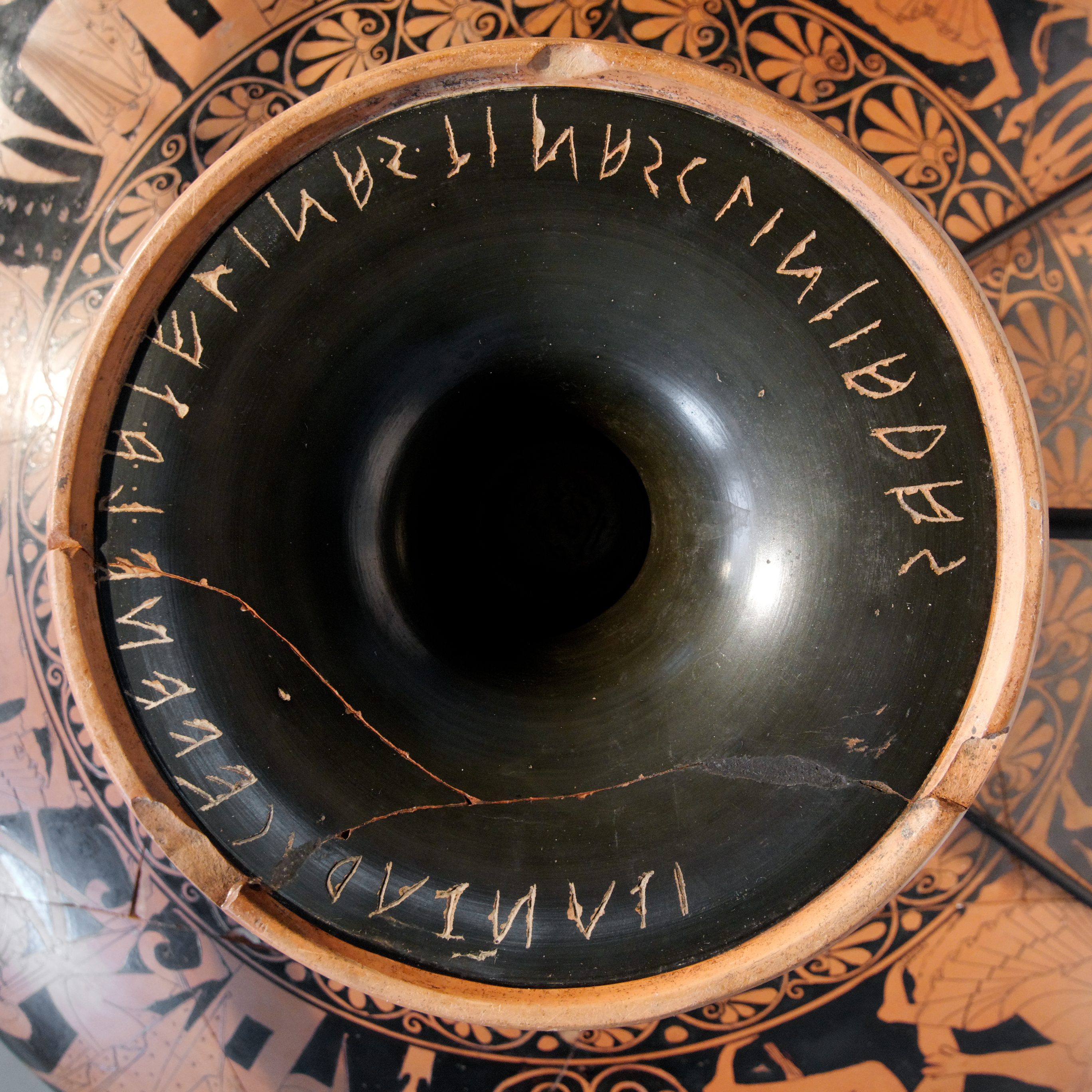
Iscrizione etrusca che li definisce "figli di Zeus" su una Ceramica a figure rosse (ca. 515–510 a.C.).

Della battaglia del Lago Regillo, Dionigi d'Alicarnasso narra che «Nel corso del combattimento apparvero, tanto al dittatore Postumio quanto ai soldati, due cavalieri di età giovanile, assai superiori a chiunque altro per bellezza e per statura. Essi si posero alla testa della cavalleria romana e, respinto l'attacco dei Latini, li misero in fuga. È fama che quella sera stessa furono visti nel Foro romano due giovani di straordinaria bellezza, in abito militare, che sembravano reduci da un combattimento e portavano cavalli madidi di sudore. Essi abbeverarono gli animali e si lavarono alla sorgente che scaturisce presso il tempio di Vesta… e a quanti domandavano notizie, riferirono dell'andamento e dell'esito della battaglia e della piena vittoria dei Romani; quindi, allontanatisi dal Foro, non furono visti mai più». Sempre Dionigi dice che i Romani si resero conto che si trattava di un'apparizione miracolosa e rapidamente identificarono i due giovani con Castore e Polluce.
Questo episodio leggendario raccontato da Dionigi è successivo ad un episodio analogo, ugualmente leggendario: nel corso della battaglia del fiume Sagra combattuta intorno al 550 a.C. tra Locri e Crotone i soldati di Locri, meno armati e meno numerosi di quelli di Crotone, vinsero solo dopo il fondamentale intervento di due giovani a cavallo, di straordinaria bellezza e di grande valore, che anche in questo caso, a battaglia conclusa, apparvero a Locri per annunciare la vittoria. Anche loro furono identificati dai Locresi come i Dioscuri.

## Gli etruschi Kastur e Pultuce
Gli Etruschi venerarono i Diòscuri con i nomi di Kastur e Pultuce che consideravano come "figli di Tinia" (la controparte etrusca di Zeus) e allo stesso modo dei Greci potevano anche raffigurarli simbolicamente come ad esempio nei dipinti della Tomba del Triclinio ritrovata a Tarquinia e dove è dipinto un lectisternio dedicato a loro. Particolare è la riproduzione dei due pilei a punta e coronati di alloro con cui i Diòscuri venivano raffigurati anche nel culto romano.

## Nel culto cristiano
Anche dopo l'avvento del cristianesimo, nei riguardi dei Diòscuri continuò una forma di venerazione popolare che assorbì la loro iconografia con quella della nuova religione, tanto che sia nelle ceramiche sia nelle sculture del Nord Africa del IV secolo venivano raffigurati accanto ai Dodici Apostoli, la Resurrezione di Lazzaro o con San Pietro.
Di antichissima istituzione, il culto dei gemelli divini continuò ben oltre la proibizione delle cerimonie pagane, e la cristianizzazione dell'Impero della fine del IV secolo. Ancora al tempo di papa Gelasio I (492-496), a Roma risulta attestato un fervido cultus Castoris, tanto che in una lettera del pontefice indirizzata al princeps Senatus Andromaco nel 494, per impedire la celebrazione dei Lupercalia (15 febbraio), egli denuncia che i cittadini non avevano rinunciato alla venerazione di Castore e Polluce, protettori dei marinai e del porto di Ostia, dove approdavano le navi cariche di derrate alimentari destinate a Roma. Inoltre sempre alla fine del V secolo, si svolgeva ancora una processione in onore dei Dioscuri il 27 gennaio: scortato dai consoli o dal praefectus Urbi, il popolo usciva da Roma e si dirigeva nel tempio delle due divinità di Portus, a nord di Ostia, con annessi sacrifici. Durante la lunga e difficile esorcizzazione degli dèi pagani, considerati alla stregua di demoni, fra la fine del V e l'inizio del VI secolo gli apostoli Pietro e Paolo furono progressivamente assimilati ai Dioscuri, come paladini di Roma e dei viaggiatori, mentre i santi medici Cosma e Damiano ne ereditarono le doti guaritrici.
(Gelasio I, Epistulae, Adversus Andromachum senatorem et caeteros Romanos qui Lupercalia secundum morem pristinum colenda constituunt, par. 18.)

## Analogie indoeuropee
L'incontro di gemelli nella mitologia non è raro poiché, oltre alla presenza dei Diòscuri nella mitologia greca, romana ed etrusca, altre mitologie Indoeuropee hanno i loro equivalenti.
- Nel Veda, il libro sacro degli Arii sono citati gli Ashvin che, al pari dei Diòscuri, vengono identificati con la costellazione dei Gemelli.
- Nella mitologia baltica esistono gli Ašvieniai degli antichi Lituani e che prendono il nome di Dieva per gli antichi Lettoni.
- Nella mitologia baltica Castore è l'equivalente di Autrympus e Polluce di Potrympus che sono considerati divinità come altri dei del loro Pantheon.
- Nella mitologia germanica del popolo dei Naarvali esistono gli Alcis, altrettanto ritenuti divini e da Tacito direttamente associati ai Diòscuri[24].

## Iconografia
Sono generalmente rappresentati in nudità eroica, con il pileo, un copricapo a forma di guscio, particolarmente diffuso in illiria e in genere vengono accompagnati da un cavallo e a volte recano con sé una lancia.

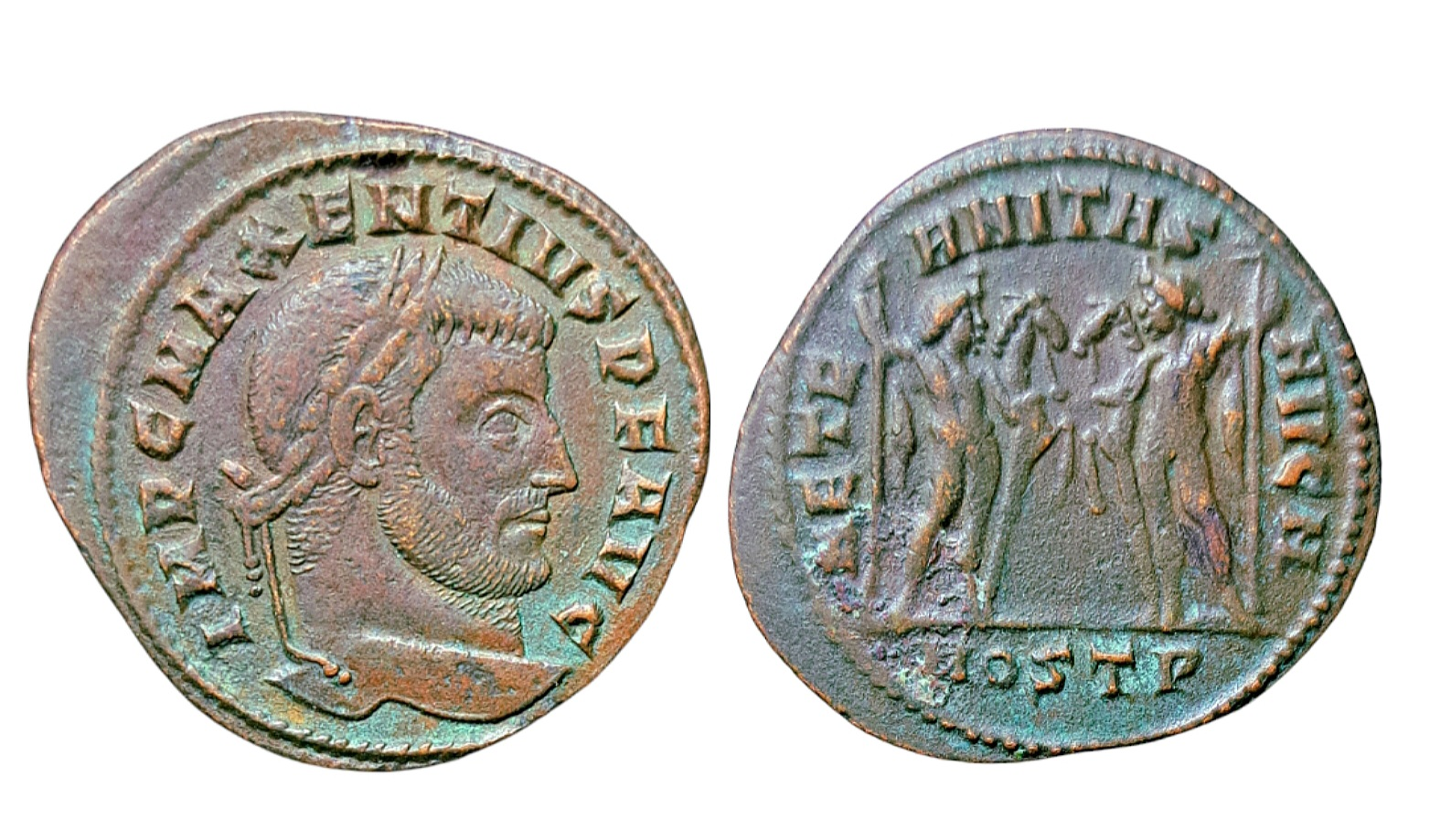
Follis di Massenzio con al rovescio i Dioscuri

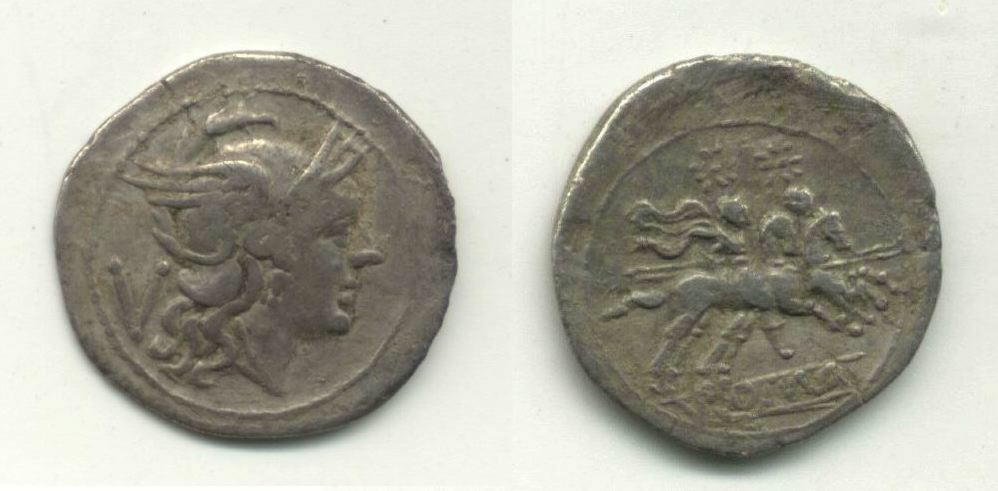
I Diòscuri nel rovescio di un quinario repubblicano romano.

A Roma furono rappresentati quasi ininterrottamente sul rovescio della principale moneta romana (il denario), dalla incerta data della sua emissione (che i più ritengono avvenuta nel 211 a.C.) fino alla seconda metà del II secolo a.C.
L'iconografia di Castore e Polluce ha influenzato o presenta stretti parallelismi con le raffigurazioni di gemelli maschili divini nelle culture con relazioni greco-romane.

Stele in pietra calcarea dell'Egitto romano con una stella collegata alla testa di ogni gemello (30 a.C. – 395 d.C.). Museo Egizio, Torino.
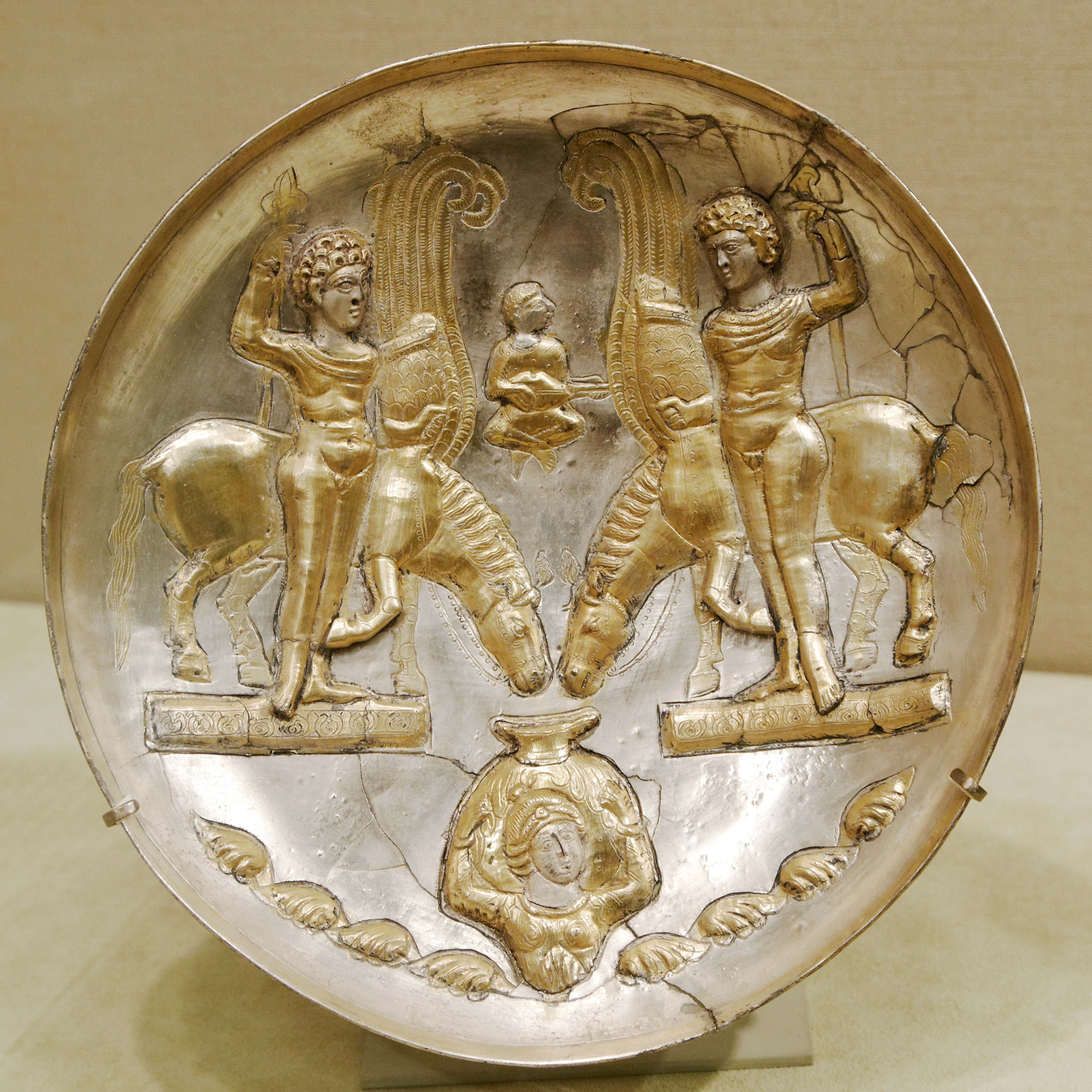
Piatto d'argento sasanide con due guerrieri gemelli su cavalli alati (V/VI secolo d.C.)
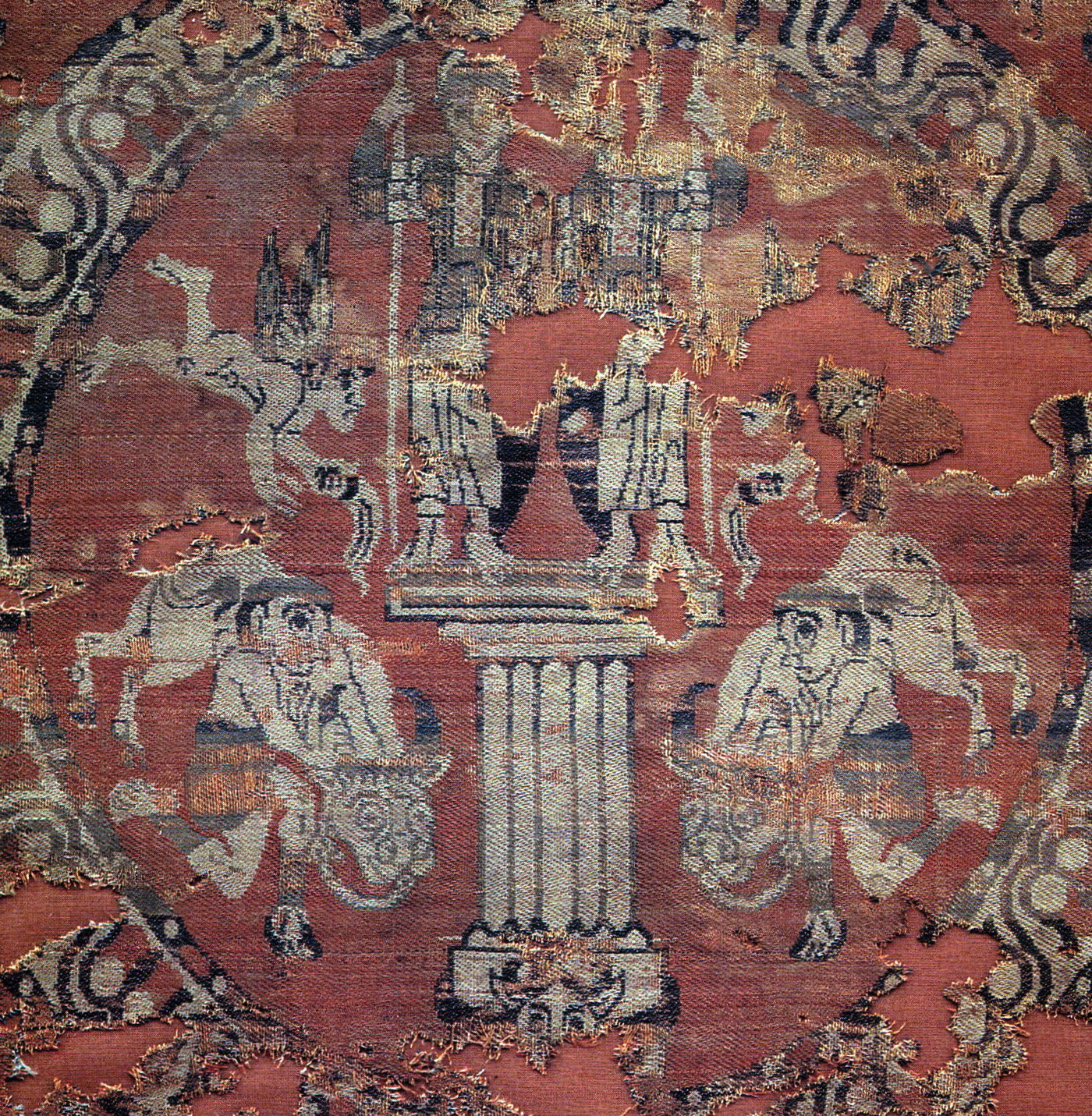
Tessuto bizantino in seta con gemelli elevati che ricevono offerte (VII/VIII secolo d.C.)
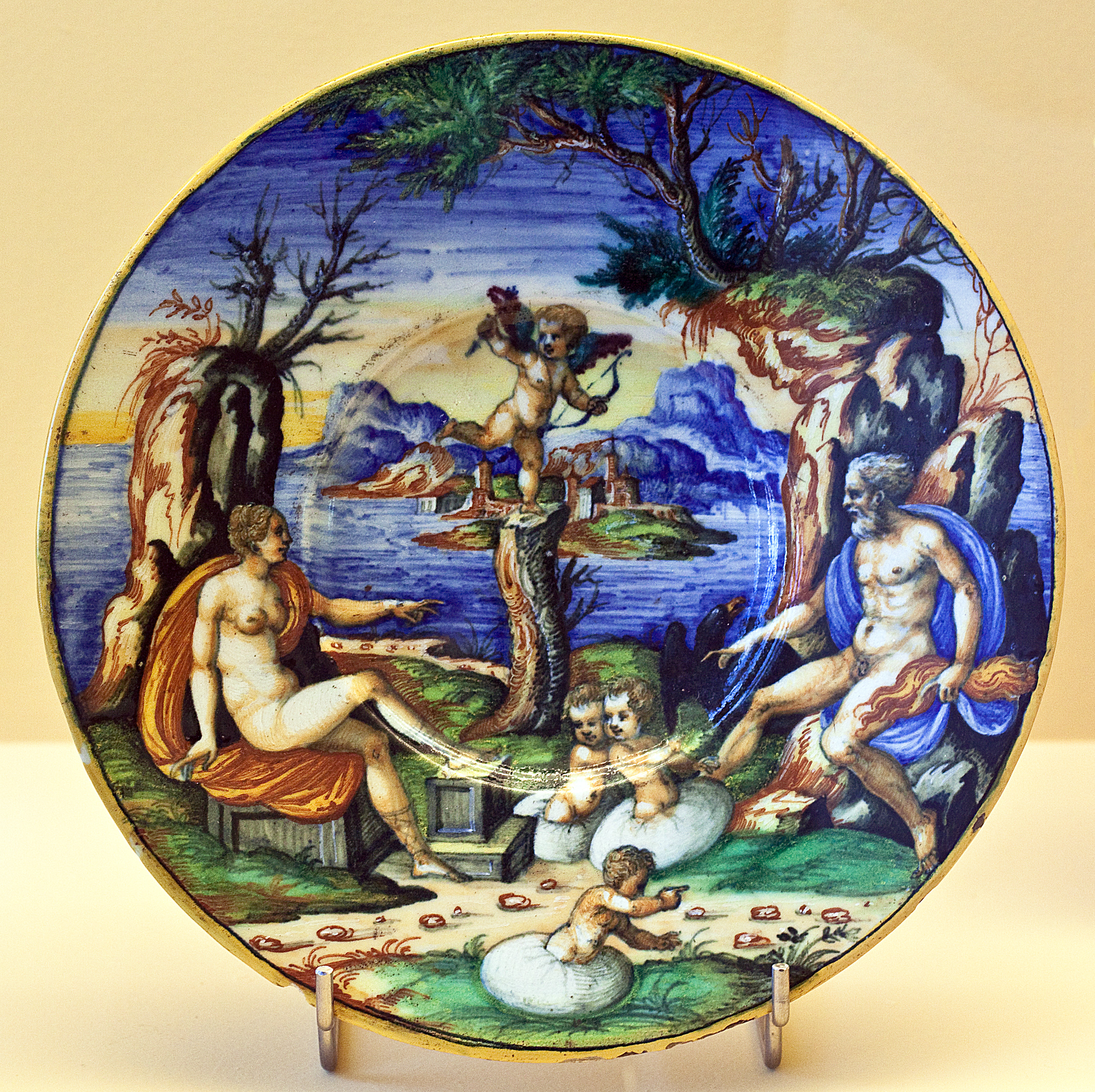
Zeus, Era e Amore osservano la nascita di Elena e Dioscuri (maiolica olandese, 1550)